# Blériot 71
Blériot 71 – francuski trzymiejscowy samolot bombowy w układzie dwupłatu z okresu I wojny światowej, zaprojektowany przez inż. Louisa Blériota i zbudowany w wytwórni Blériot Aéronautique. Powstała w jednym egzemplarzu maszyna została uszkodzona w 1918 roku i nie została już naprawiona.

## Historia

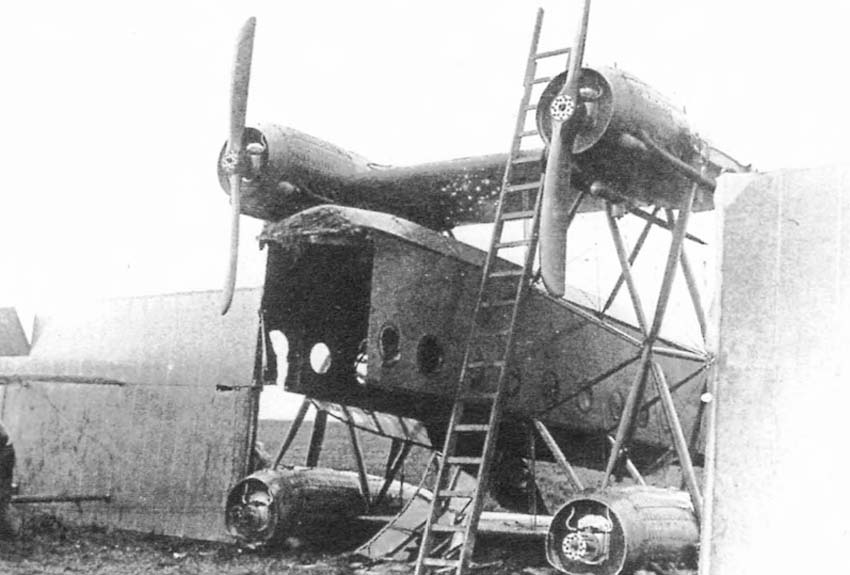
Uszkodzony w wyniku zderzenia prototyp Blériot 71

Na początku 1916 roku Aéronautique Militaire ogłosiło konkurs na ciężki bombowiec strategiczny zdolny do atakowania niemieckich miast. W założeniach konkursu określono, że samolot powinien nie tylko dysponować odpowiednio dużym zasięgiem (600 km) i udźwigiem, ale też osiągać prędkość 140 km/h na wysokości 2000 metrów oraz mieć uzbrojenie strzeleckie zapewniające skuteczną obronę przed wrogimi myśliwcami. W odpowiedzi na wymagania konkursowe główny konstruktor wytwórni Blériot Aéronautique Louis Blériot zaprojektował czterosilnikowy bombowiec Blériot 67, który jednak nie był udany i nie trafił do produkcji seryjnej.
Fiasko konstrukcji Blériota 67 zmusiło Louisa Blériota do przeprojektowania bombowca z pomocą inżyniera o nazwisku Touillet. Zachowano ogólny układ poprzednika: kadłub umiejscowiony pomiędzy dwoma skrzydłami, na których znajdowały się centralnie zgrupowane silniki (dwa na górnym i dwa na dolnym płacie). Znacznie powiększone zostały wymiary płatowca, a do jego napędu użyto silników widlastych Hispano-Suiza 8B o mocy 162 kW (220 KM) każdy. Identycznie jak w Blériocie 67 zaprojektowano usterzenie, składające się z podwójnych sterów wysokości i trzech sterów kierunku (później zrezygnowano ze środkowego steru kierunku i prototyp otrzymał dwie płetwy sterowe).
Prototyp bombowca o oznaczeniu Blériot 71 został poważnie uszkodzony 15 maja 1918 roku na lotnisku Vélizy-Villacoublay, podczas awaryjnego lądowania samolotu Breguet 14B1. W wyniku zderzenia złamany został kadłub bombowca i prawdopodobnie nigdy go już nie naprawiono, gdyż do produkcji seryjnej trafiły konkurencyjne samoloty Farman F.50 i Caudron C.23.

## Opis konstrukcji i dane techniczne
Blériot 71 był czterosilnikowym, trójmiejscowym dwupłatem bombowym. Rozpiętość skrzydeł wynosiła 26,3 metra, zaś powierzchnia nośna 140 m². Długość samolotu wynosiła 14 metrów, a jego wysokość 6 metrów. Masa własna wynosiła 3200 kg, zaś masa całkowita (startowa) 6530 kg. Napęd stanowiły cztery chłodzone cieczą 8-cylindrowe silniki widlaste Hispano-Suiza 8B o mocy 162 kW (220 KM) każdy. Prędkość maksymalna na poziomie morza wynosiła 140 km/h, a długotrwałość lotu 6 godzin i 40 minut.